# Yahoo! Maps
Yahoo! Maps era un servizio gratuito di mappe online offerto da Yahoo! Tra le sue funzionalità, vi era anche il meteo, tramite The Weather Channel, la possibilità di stampare le mappe e recensioni locali tramite Yelp. Il servizio è stato chiuso il 30 giugno 2015. Per un breve periodo nel 2019, Yahoo! Maps era accessibile negli Stati Uniti attraverso il sito https://maps.yahoo.com/b/, anche se di Here WeGo. Tuttavia, ciò non è più possibile.

## Caratteristiche
La rete stradale e altri dati vettoriali di Yahoo! Maps utilizzati in seguito provenivano da HERE, e includevano una serie di fonti di dati pubblici. Ad esempio, i dati disponibili erano per Stati Uniti, Canada, Porto Rico, Isole Vergini e la maggior parte dei paesi europei. I confini nazionali, le città e i corpi idrici anche erano presenti.
Le immagini satellitari a bassa risoluzione erano disponibili in tutto il mondo. La risoluzione di 1-2 metri era disponibile per la maggior parte degli Stati Uniti contigui e per alcune città del mondo.

## Storia
Yahoo! Maps venne lanciato originariamente intorno al 1998, all'epoca il database prendeva i dati dalla Vicinity Corporation.
Una nuova versione fatta con Adobe Flash chiamata Yahoo! Local Maps fu rilasciata in beta nel novembre 2005. Nell'aprile 2006 furono aggiunte le viste aeree e satellitari.
Il 16 maggio 2007, Yahoo! ha rilasciato un nuovo stile di mappe progettato dalla società di cartografia Cartifact. Dati e immagini sono stati forniti anche da Cartifact, tra cui rilievi ombreggiati che mostrano le caratteristiche della superficie terrestre e la colorazione della copertura del suolo che indica le principali zone ambientali.
Ad un certo punto, prima di maggio 2007, le mappe dell'India sono state aggiunte all'indirizzo http://in.maps.yahoo.com, con un'interfaccia senza Flash per Yahoo Maps. Oltre alla copertura indiana ragionevolmente dettagliata (non disponibile tramite http://maps.yahoo.com), il sito consentiva anche all'utente di visualizzare mappe per il resto del mondo.
Nel maggio 2010, Yahoo! strinse un accordo con Nokia in base al quale il servizio di mappatura di Nokia (in seguito noto come Here) avrebbe supportato Yahoo! Maps. Ciò è entrato in vigore nell'ottobre 2011.
Nel 2014, la versione mobile del sito di Yahoo! Maps è stata rilasciata.
Il 4 giugno 2015, Yahoo! ha annunciato che Yahoo! Maps avrebbe chiuso, insieme a Yahoo! Pipes, alla fine del mese.